# Czarnopiórek
Czarnopiórek, mniszek blady (Heteroxolmis dominicana) – gatunek średniej wielkości ptaka z rodziny tyrankowatych (Tyrannidae). Występuje we wschodniej części Ameryki Południowej. Narażony na wyginięcie.

## Taksonomia
Po raz pierwszy gatunek opisał Louis Jean Pierre Vieillot. Autor zamieścił informacje dotyczące upierzenia i znanego zasięgu w Tableau encyclopédique et méthodique des trois règnes de la nature w 1823. Holotyp pochodził z Paragwaju. Autor nadał nowemu gatunkowi nazwę Tyrannus dominicanus. Obecnie (2021) Międzynarodowy Komitet Ornitologiczny umieszcza czarnopiórka w monotypowym rodzaju Heteroxolmis, jednak niektórzy autorzy (m.in. Stotz et al. [1996], Collar and Andrew [1988]) uznają go za przedstawiciela Xolmis. Rodzaj Heteroxolmis został opisany w 1986; czarnopiórka wyłączono do osobnego rodzaju na podstawie cech anatomicznych i morfologicznych. H. dominicana to gatunek monotypowy.

## Morfologia
Długość ciała wynosi 20–20,5 cm. Średnia masa ciała 42,8 g (nie podano liczby osobników). 10. lotka I rzędu ma unikatowy względem przedstawicieli Xolmis kształt. Czarnopiórki mają charakterystyczne, czarno-białe upierzenie. Samiec jest biały z czarnymi skrzydłami i sterówkami. Samica ogółem jest podobna, wyróżnia się szarobrązowym wierzchem głowy, karkiem i środkiem grzbietu.

## Zasięg występowania
Czarnopiórki zamieszkują południowo-wschodni Paragwaj, południowo-wschodnią Brazylię (stany Parana, Rio Grande do Sul, Santa Catarina i São Paulo), Urugwaj i północno-wschodnią Argentynę (wschodnia prowincja Formosa i Misiones na południe po północną prowincję Buenos Aires). Współczesne doniesienia z Paragwaju są niepotwierdzone. Począwszy od roku 1850 następował znaczący spadek liczebności czarnopiórków; według danych z roku 2000 ich ostoją jest południowo-wschodni Urugwaj.

## Ekologia i zachowanie
Środowiskiem życia czarnopiórków są zakrzewione obszary trawiaste, szczególnie te w pobliżu bagien. W Entre Ríos i Corrientes obserwowano te tyrankowate na nieużytkowanych od ponad 5 lat polach ryżowych. Bagna w São Francisco de Paula (północno-wschodni stan Rio Grande do Sul), gdzie występują te ptaki, porastają m.in. cibory (Cyperus) i mikołajki (Eryngium) z gatunków Eryngium pandanifolium, Eryngium floribundum i Eryngium horridum. Pożywieniem przedstawicieli H. dominicana są owady.
W 2010 opublikowano wyniki badań nad związkiem epoletników słonecznych (Xanthopsar flavus) z czarnopiórkami w Rio Grande do Sul. Okazało się, że stada epoletników często podążały za czarnopiórkami, gdy te w pojedynkę lub w grupie przenosiły się z obszarów bagnistych na trawiaste. Podobne zachowanie zaobserwowali Dias i Maurício (2002). Nie wiadomo, czy epoletniki mają z tego jakieś korzyści; możliwe, że chodzi im o uzyskiwanie informacji o zagrożeniu – czarnopiórki mają w zwyczaju siadać na gałęzi, zwykle poniżej 2 m, i po złapaniu owada powracać na tę samą gałąź, przez co dobrze sprawdzają się w roli „stróżów”.

### Lęgi
Przed rokiem 1994, kiedy C.S. Fontana opublikował swoją pracę dyplomową poświęconą historii naturalnej czarnopiórków, lęgi tych ptaków były prawie całkowicie nieznane. W 1997 w czasopiśmie „Cotinga” ukazał się pierwszy szczegółowy opis gniazda i jaj; autor znalazł 5 gniazd na bagnistym obszarze w São Francisco de Paula. W Argentynie okres lęgowy trwa od końca sierpnia do grudnia, w Rio Grande do Sul gniazda znajdowano od października do grudnia. Gniazda czarnopiórka w São Francisco de Paula ulokowane były 2,5–9 m nad ziemią. Z zewnątrz były niesymetryczne, jeden z boków gniazda był wydłużony, bardziej wklęsły i o grubszych ściankach; komora gniazdowa zdawała się być symetryczna i okrągła. Wyściółkę stanowiły głównie bardzo delikatne korzenie traw splecione z piórami konturowymi, puchowymi i sierścią. Użyte pióra przypuszczalnie należały do kusacza rdzawoskrzydłego (Rhynchotus rufescens), czapli gwiżdżącej (Syrigma sibilatrix), karakary czubatej (Caracara plancus) i kariamy czerwononogiej (Cariama cristata); w jednym z gniazd znaleziono pióra perlic (Numida meleagris) hodowanych na pobliskich farmach. Przeciętnie pióra miały długość 48 mm (średnia z 16 wartości). Użyta sierść była głównie podszerstkiem. Przeciętne zniesienie wynosiło 3,5 jaja na gniazdo. Autor zbadał 14 jaj; wszystkie miały skorupkę czysto białą lub jasnożółtą. 4 zmierzone jaja miały wymiary 23,5–24 na 19–19,5 mm. Dane o kolorze skorupki są sprzeczne z danymi z 1900 z katalogu gniazd i jaj ptaków Brazylii w Museu Paulista, według których na jajach miały znajdować się brązowe plamy; sugeruje to albo dużą różnorodność w ubarwieniu skorupki, albo błędne oznaczenie gatunku przez autora katalogu.

## Status i zagrożenia
IUCN uznaje czarnopiórka za gatunek narażony na wyginięcie (VU, Vulnerable) nieprzerwanie od 1994 (stan w 2021). Liczebność populacji szacuje się na 6–15 tysięcy dorosłych osobników. Trend liczebności populacji uznawany jest za spadkowy. BirdLife International wymienia 44 ostoje ptaków IBA, w których występują te tyrankowate; są wśród nich 3 parki narodowe: brazylijskie Park Narodowy Ilha Grande i Park Narodowy São Joaquim oraz argentyński Park Narodowy Mburucuyá. Zagrożeniem dla gatunku jest modyfikacja obszarów trawiastych przez rolnictwo, zwłaszcza wypas bydła, trwająca od XVI wieku. Tereny te podlegają również zalesianiu przez obce gatunki. Do tego czarnopiórkom zagraża niszczenie gniazd przez pożary pochodzenia antropogenicznego. Jedno badanie w Urugwaju (wyniki opublikowano tylko in litteris) wykazało bardzo wysoki poziom pasożytnictwa lęgowego ze strony starzyków granatowych (Molothrus bonariensis) na H. dominicana.